# Vanguard Group
Il Vanguard Group è stato un gruppo politico anarchico statunitense attivo durante gli anni trenta del XX secolo.

## Storia
Originata dalla fusione del gruppo Rising Youth con altri piccoli nuclei, l'organizzazione, collocata territorialmente nei borough di Brooklyn, Bronx e Manhattan, pubblicava periodicamente Vanguard: A Libertarian Communist Journal, guidato principalmente da Sam Dolgoff (alias Sam Weiner, editore di Vanguard). Abe Bluestein fu un altro noto intellettuale e militante affiliato al gruppo. Editò lo stesso Vanguard, e successivamente il Challenger, conducendo letture pubbliche (soapbox speeches) e comizi a New York, prima di combattere nelle organizzazioni anarchiche durante la guerra civile spagnola. Vanguard è stato, per alcuni anni, l'unica organizzazione anarchica in lingua inglese nella città di New York a portare avanti un'esistenza attiva, mentre diverse altre erano costituite da rifugiati politici e attivisti europei o di origine europea. La matrice dominante, nell'ambito della variegata composizione degli anarchici americani, è stata di stampo anarco-sindacalista.
La vita politica del gruppo è stata concentrata negli anni '30, dalla nascita, nel 1929, al dissolvimento dovuto agli eventi collegati allo scoppio della seconda guerra mondiale, nel 1941. La parte giovanile gemmò una struttura denominata Vanguard Young, confluendo successivamente nella federazione giovanile anarchica statunitense, la Anarchist Youth Federation. In seguito alla fine delle ostilità molti appartenenti al gruppo originarono il movimento postbellico organizzandosi nuovamente (tra i tanti Sam Dolgoff cofondò the Libertarian League a New York nel 1954), e dando vita a nuove pubblicazioni la più nota delle quali rimane Why?